# インパルス消火システム
インパルス消火システムとは、ドイツで開発された個人携行型の消火装備の事である。

## 概要
システムは、発射機である「インパルス銃」（Impulse gun）と水タンク・圧縮空気タンクの「バックパック」（Backpack）で構成されており、外観は火炎放射器の様である（トロリー（Trolleys）タイプの水タンク・圧縮空気タンクも存在する）。圧縮空気で水の塊を発射する事により、少量の水で効率良く消火活動が行える。また背負って使用する為、消防車がホースを伸ばせない、狭い現場等でも消火活動が行える。
消火原理としては気化熱の応用で、高圧空気により発射された霧状の水が対象となる燃焼中の物体の持つ熱を奪い、燃焼の「燃焼→熱発生→可燃物からの可燃性ガスの発生」のサイクルを停止させることで火を消す。また高圧空気による打撃力も相当なものとなっており、この高速で発射される水粒子の打撃により、多少の遮蔽物があっても、的確に火元に霧状の水が到達する。

### 消防での運用
その携行性を活かし、日本の消防では「可搬式消火器具」と呼ばれオートバイ（赤バイ）に搭載して車両火災や、林野火災の初期消火での運用を行う他、東京消防庁では、インパルスをガトリング砲状に装備した屈折放水塔車が配備された（ただし回転式ではなく同時に噴射する）。高所火災では通常の場合、現場階の下層階で消火用水による水損被害が大きいことから、使用する水が比較的少なく済む当システムを採用したが量産には至らず、2007年に廃車となった。また、東京消防庁では消防救助機動部隊(ハイパーレスキュー)や消防活動二輪隊(クイックアタッカー)にインパルス消火システムを配備していたが現在はポータブルCAFSに切り替えられている。
バックパック型は、その性質上で大規模火災の消火などよりも、初期消火に威力を発揮する。重いホースを牽引しないで済むことから、火災現場に到着後、すぐさま装備を背負った隊員が火災個所へ急行して延焼を防ぎつつ、更に後続のホースによる放水に切り替えるための繋ぎとしての運用が想定されている。メーカーに拠れば小火程度なら複数台のバックパックにより消火も可能だとしているが、消防では完全鎮火まで放水を止めないこともあり、あくまでも延焼被害の抑制という位置付けである。

### 警察での運用
本来は消火用の当システムだが、日本の警察も可搬式高圧放水器として装備している。警察が装備している理由は、高圧で発射される水の衝撃が強力（近距離で発射すると、車のフロントガラスが割れるほど）で、暴動の鎮圧等に適しているからである。
インパルスは、2002年のサッカーワールドカップ警備を契機として、機動隊に配備された。機動隊には暴動鎮圧用に放水車も配備されているが、サッカーのスタジアム内等、屋内や狭い場所には進入できないため、フーリガン対策としてインパルスが導入された。一部のインパルスは、狙いをつけ易いように、レーザー照準を装備している。
また、2003年に発生した「名古屋立てこもり放火事件」の教訓から、近年では犯人を制圧・逮捕する為に刑事部の突入班が装備している。

### 軍隊での運用
オーストリア特殊部隊コブラが採用し、後にSATを通じて日本の警察にも行き渡った。

### 民間での運用
民間では、インパルス消火システムは多くは出回っておらず、少数の企業の自衛消防隊や警備会社が防災用に装備している。
特殊な用途としては日本鯨類研究所に傭船された調査捕鯨船が妨害に対抗する為に装備している。